# Solange Gannay
Solange de Ganay (Jacqueline Marie Madeleine Solange de Ganay) (Salbris, 1902. december 17. – Párizs, 2003. augusztus 25.) francia etnológus.

## Életrajza
Arisztokrata családban született. Férjhez ment Charles de Breteuil újságíróhoz. Fia, Michel de Breteuil alapította az Amina magazint 1972-ben. 
Afrika utazásokon, vadászatokon vett részt férjével, húgával, Henriette-tel és annak férjével, Jean Lebaudyval. 1932-ben, második afrikai útja után bejárt a Trocadéro Néprajzi Múzeumba, és Marcel Mauss előadásait hallgatta az École pratique des Hautes Études-ben. 1933-ban megismerte Marcel Griaule-t, aki akkor tért vissza a Dakar–Dzsibuti néprajzi útjáról.
1935-ben részt vett Marcel Griaule a dogonokhoz vezetett harmadik expedíciójában. 1936/37-ben a Párizsi Egyetem Néprajzi Intézete tíz hónapos kutató útra küldte a dogonokhoz. 1938-ban új küldetésben vett részt Griaule és Lebaudy társaságában. 1946-ban Griaule-lal, Germaine Dieterlennel és Geneviève Griaule-lal, majd 1948-ban Dieterlennel és Dominique Zahannal indult kutató útra. 1949 és 1956 között több expedícióban vett részt a bambara nyelvet beszélő törzseknél.   
1969-ben malibeli Sanga-ba ment Geneviève Calame-Griaule, Germaine Dieterlen és Jean Rouch társaságában, a Dogon Sigil szertartásainak ünnepére, melyet a dogonok hatvan évente ünnepelnek. 1975-ben és 1982-ben is visszatért Maliba.

## Publikációi
- Les Ogol : plan parcellaire provisoire (Dogons des falaises de Bandiagara), 1936
- Notes sur le culte du lebe chez les Dogons du Soudan français, 1937
- Rôle protecteur de certaines peintures rupestres du Soudan français, 1940
- Le génie des eaux chez les Dogons, les Kouroumba et les Sara, 1940
- Les Devises des Dogons, 1941
- Observations sur les habitudes d'un lièvre et d'un écureuil palmiste, 1941
- Le binou Yébéné, 1942
- Le xylophone chez les Sara du Moyen-Chari, 1942
- L'origine de quelques noms de villages du Soudan français, 1943
- Notes sur les pirogues et la pêches dans la région du Bahr Salamat, 1943
- Emploi des photographies aériennes dans les travaux de toponymie, 1946
- Un jardin d'essai et son hôtel chez les Bambara, 1947
- Toponymie et anthroponymie en Afrique noire, 1948
- Aspects de mythologie et de symbolique bambara, 1949
- On a form of cicatrization among the Bambara, 1949
- Notes sur la théodicée bambara, 1949
- Représentations et symbolisme des nombres chez les Bambara, 1947-1949
- Symbolisme de quelques scarifications au Soudan français en rapport avec l'excision, 1947-1949
- Les noms de personnes dans la boucle du Niger, 1949
- Graphies bambara des nombres, 1950
- Graphie de voyages mythiques chez les Bambara, 1951
- Une graphie soudanaise du doigt du Créateur, 1951
- Instruments aratoires et herminettes dogons, 1953
- Les communautés d'entraide chez les Bambara du Soudan français, 1956
- Symbolisme des biens de la fiancée chez les Bambara, 1960
- La tortue, symbolisme et croyances, 1976
- Un enseignement donné par le Komo, 1978
- Une statuette d'ancêtre, 1984
- Lecture sur une pirogue, 1987